# 凹叶瑞香
凹叶瑞香（学名：Daphne retusa）为瑞香科瑞香属下的一个种。

## 扩展阅读
- 維基物種上的相關：凹叶瑞香